# مرجانيات زرقاء
المرجانيات الزرقاء (الاسم العلمي: Helioporidae) هي فصيلة من اللاسعات تتبع رتبة حلزونيات المسام من طائفة الزهريات الشعاعية.

## التصنيف
- المرجان الأزرق